# Discalma humillima
Discalma humillima là một loài bướm đêm trong họ Geometridae.